# David Masser
David William Masser (né le 8 novembre 1948 à Londres) est un mathématicien britannique, spécialiste de théorie des nombres.

## Biographie
David Masser a soutenu sa thèse en 1974 à l'université de Cambridge, sous la direction d'Alan Baker. Il a ensuite enseigné à l'université du Michigan avant d'être nommé à l'Institut de mathématiques de Bâle (en Suisse). Il est membre de la Royal Society depuis 2005. Son nombre d'Erdős est 2.
Masser a formulé en 1985, en parallèle avec Joseph Oesterlé, la conjecture abc, « le problème non résolu le plus important en analyse diophantienne » (cette partie de la théorie des nombres traite de l'approximation des nombres réels par des nombres rationnels).